# Jas
Jas ist eine französische Gemeinde im Département Loire in der Region Auvergne-Rhône-Alpes. Sie gehört zum Kanton Feurs und zum Arrondissement Montbrison. 

## Lage
Das Gemeindegebiet wird vom Fluss Loise durchquert. Es grenzt im Nordwesten an Salvizinet, im Norden an Panissières, im Nordosten an Essertines-en-Donzy, im Osten an Saint-Martin-Lestra, im Süden an Saint-Barthélemy-Lestra und im Südwesten an Salt-en-Donzy.

## Weblinks

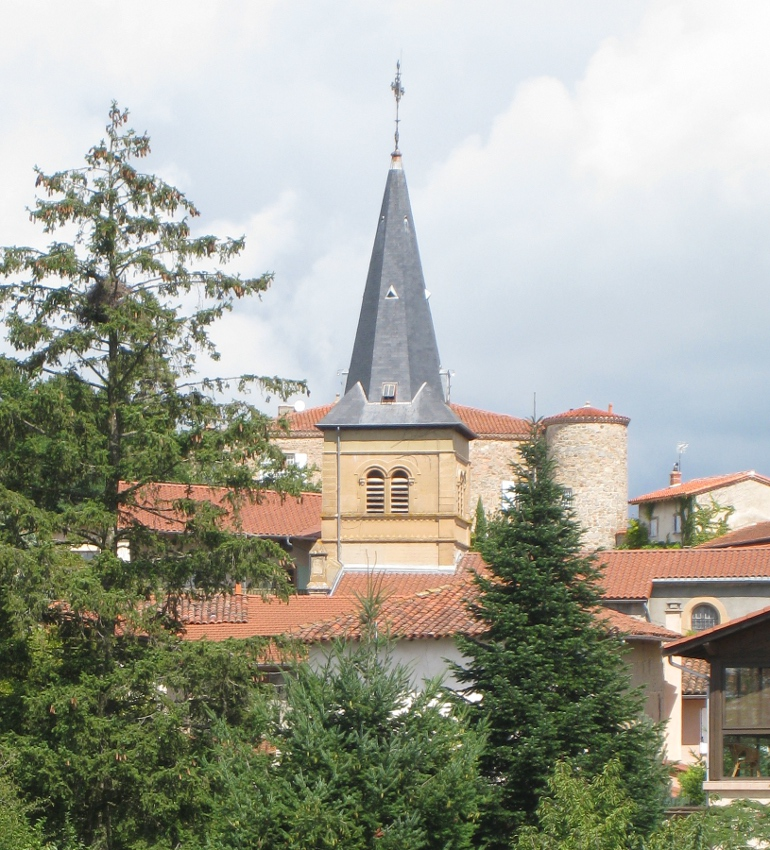
Blick auf Jas mit der Kirche Saint-Outrille

## Bevölkerungsentwicklung
| Jahr                       | 1962 | 1968 | 1975 | 1982 | 1990 | 1999 | 2008 | 2017 |
| -------------------------- | ---- | ---- | ---- | ---- | ---- | ---- | ---- | ---- |
| Einwohner                  | 188  | 188  | 165  | 153  | 149  | 177  | 198  | 222  |
| Quellen: Cassini und INSEE |      |      |      |      |      |      |      |      |